# Lissolepis
Genre
Lissolepis est un genre de sauriens de la famille des Scincidae.

## Répartition
Les espèces de ce genre sont endémiques d'Australie.

## Liste des espèces
Selon The Reptile Database (18 octobre 2012) :
- Lissolepis coventryi (Storr, 1978)
- Lissolepis luctuosa (Peters, 1866)

## Publication originale
- Peters, 1872 : Über neue oder weniger bekannte Saurier. Monatsberichte der Königlichen Preussischen Akademie der Wissenschaften zu Berlin, vol. 1872, p. 774-776 (texte intégral).